# Björn Jilsén
Björn Erik Jilsén, född 8 januari 1959 i Krylbo, är en svensk före detta handbollsspelare och handbollstränare. Han var den stora stjärnan i svensk landslagshandboll under 1980-talet, med ett med den tidens mått mätt anmärkningsvärt hårt skott, och anses ibland vara en av Sveriges största handbollsprofiler genom tiderna. Han har överlägset högst målsnitt genom tiderna i Sveriges landslag: 5,06 mål per landskamp.
Björn Jilsén var med om att så fröet till handbollslandslagets storhetstid, vilken inleddes under OS 1984. Jilséns frikastmål med sekunder kvar mot Spanien, det så kallade miljonmålet, innebar match om femteplatsen och VM-kvalifikation till turneringen 1986.
Vid VM 1990 i Tjeckoslovakien var han lagkapten och spelade en avgörande roll när Sverige vann VM-guld för första gången sedan 1958. VM-guldet blev hans främsta merit under karriären.
Björn Jilsén är bror till Pär Jilsén, som också varit landslagsspelare i handboll.

## Meriter
- 189 landskamper, 957 landslagsmål (1982–1991)
- Tränare i Tyskland, Schweiz och Sverige (1:a serie)
- Uttagen till Världslaget
- Årets spelare -86 i Sverige
- VM-guld 1990 i Tjeckoslovakien
- Fem SM-guld (1982 och 1983 med IK Heim; 1985, 1986 och 1989 med Redbergslids IK)